# Крюкове (Полтавський район)
Крю́кове — село в Україні, у Новоселівській сільській громаді Полтавського району Полтавської області. Населення становить 189 осіб. До 2017 орган місцевого самоврядування — Новоселівська сільська рада.

## Географія
Село Крюкове знаходиться між річками Свинківка і Коломак (3 км), примикає до села Божківське. Поруч проходить залізниця, станція Приміська за 0,5 км.

## Історія
12 червня 2020 року, відповідно до розпорядження Кабінету Міністрів України № 721-р «Про визначення адміністративних центрів та затвердження територій територіальних громад Полтавської області», село увійшло до складу Новоселівської сільської громади.
19 липня 2020 року, в результаті адміністративно - територіальної реформи та ліквідації Полтавського району(1925-2020), село увійшло до складу новоутвореного Полтавського району.

## Економіка
- Свино-товарна ферма.
- Крюківська виправна колонія №29

## Відомі уродженці
- Симон (Валентин Петрович Гетя; нар. 1949) — архієпископ Мурманський і Мончегорський (Московська патріархія, з 1995 року).
- Кір’ян Анатолій — український військовик, учасник російсько-української війни[3].